# Woodgyer Peak
Der Woodgyer Peak ist ein über 2000 m hoher Berg im Australischen Antarktis-Territorium. Er ragt westlich der Churchill Mountains in den Wallabies-Nunatakkern auf.
Das New Zealand Antarctic Place-Names Committee benannte ihn 2003 nach Malcolm Garth Woodgyer, Mitglied der Überwinterungsmannschaft auf der Station am Kap Hallett im Jahr 1962, der dabei als Techniker für geomagnetische Messungen gearbeitet hatte.